# Griffiniella heterogamia
Griffiniella heterogamia är en kackerlacksart som beskrevs av Heinrich Hugo Karny 1908. Griffiniella heterogamia ingår i släktet Griffiniella och familjen jättekackerlackor.
Artens utbredningsområde är Botswana. Inga underarter finns listade i Catalogue of Life.